# クリスマス・タイム
「クリスマス・タイム」（原題 : Christmas Time (Is Here Again)）は、ビートルズの楽曲である。1967年にファンクラブ限定で配布された5作目のクリスマス・レコード『Christmas Time Is Here Again』のためにレコーディングが行われた。作詞・作曲はジョン・レノン、ポール・マッカートニー、ジョージ・ハリスン、リンゴ・スターのメンバー全員で行っており、ブルースをベースとしたバッキング・トラック、メンバー4人とジョージ・マーティン、ビクター・スピネッティのボーカルで構成される。
「クリスマス・タイム」は、長い間一般での発表は行なわれなかったが、1995年12月に発売されたシングル『フリー・アズ・ア・バード』のB面に短く編集した音源が収録され、2017年に発売されたボックス・セット『クリスマス・レコード・ボックス』に1967年バージョンが収録された。

## 背景・曲の構成
ビートルズは、1963年よりクリスマス・レコードの録音を開始し、毎年12月にファンクラブの会員に無料で配布していた。初期に配布されたレコードにはファンへのメッセージ、後期に配布されたレコードには寸劇や音楽が収録されていた。『ローリング・ストーン』誌のジョージ・ランタグが「ビートルズのクリスマス・レコードの頂点」と評する1967年のクリスマス・レコード『Christmas Time Is Here Again』は、これまでで最も大がかりなクリスマス・メッセージとなっており、ビートルズは録音に向けて事前に台本を用意していた。レコードの内容は、ラジオ番組やテレビ番組へのオマージュとなっていて、BBCラジオの番組のオーディションを受ける「The Ravellers」という架空のバンドを中心とした物語になっている。寸劇には、タップダンスや架空の広告、バンドがピアノを弾きながら「Plenty of Jam Jars」について歌う場面が含まれている。レコードの最後には、各メンバーとプロデューサーのジョージ・マーティンによるファンに向けた季節の挨拶と、ジョン・レノンによる「When Christmas Time Is Over」という詩が含まれている。作家のジョン・C・ウィンは、この作品について「スコットランドのクリスマスの詩」と表現し、ケネス・ウォマックは「ジョイスの…ナンセンスな詩」と呼んでいる。
台本に加え、ビートルズはクリスマスソング「クリスマス・タイム」を書いた。本作は、1967年の初期に作曲された「フライング」と同じく、ビートルズの公式発表曲では数少ないメンバー4人の名前がクレジットに含まれている楽曲となっている。Dメジャーで演奏される本作は、ブルースをベースとした構成になっており、9つのヴァースの後に、インストゥルメンタルのヴァースが繰り返される。ウォマックは、本作の「コミカルな精神」と1967年夏に録音された「ユー・ノウ・マイ・ネーム」の類似性、BBC Radio 1のボンゾ・ドッグ・ドゥー・ダー・バンドからの影響を受けた可能性を指摘している。作家のスティーブ・ターナーは、本作について1966年に発売された「イエロー・サブマリン」から始まった子供向けの歌への関心を示していて、1940年代のリヴァプールへの懐古とサイケデリック・ミュージックの子供向けの性質の組み合わせを反映したものとしている。ランタグは、「単なる聖日のマントラに過ぎないが、ビートルズは全力でのコミットメントとニュー・シングル『ハロー・グッドバイ』を思わせる巧妙なアレンジでそれを売りとしている」と評している。

## レコーディング
「クリスマス・タイム」のレコーディングは、1967年11月28日にEMIレコーディング・スタジオのスタジオ3で行われた。午後6時から翌日の午前2時45分まで行なわれたこのセッションは、マーティンがプロデュースを手がけ、バランス・エンジニアのジェフ・エメリックがサポートした。このセッションの2週間前にEP『マジカル・ミステリー・ツアー』のためのレコーディング・セッションを終えていたことから、別のプロジェクトと並行して作られていない初のクリスマス・レコードとなった。このセッションには俳優のビクター・スピネッティが参加しており、バンドメンバーの著書『In His Own Write』（1964年）と『A Spaniard in the Works』（1965年）を舞台化した『The Lennon Play: In His Own Write』用のテープの準備をレノンが手伝っていた。ビートルズはクリスマス・レコードのレコーディングにスピネッティを招待し、スピネッティは寸劇に出演したほか、曲中でボーカルも務めた。1テイクで録音されたベーシック・トラックは、リンゴ・スターがドラム、ジョージ・ハリスンがアコースティック・ギター（ギブソン・J-160E）、レノンがティンパニ、ポール・マッカートニーがピアノという編成となっている。その後、ビートルズはマーティンやスピネッティと共に、オリジナル・テイクに手動でダブルトラックのボーカルをオーバー・ダビングした。
マーティンは、エメリックの助けを借りて、セッション翌日にEMIレコーディング・スタジオでミキシングを行なった。午後2時30分から5時30分にかけてモノラルのリミックスを複数編集したが、その総数は不明となっている。ビートルズの寸劇と合わせて編集された完成版は、演奏時間が6分8秒となっている。マーティンとエメリックは、完成したマスター・バージョンをテープにコピーし、それをリントーン・レコードに送ってプレスを依頼した。

## リリース
1967年12月15日に配布されたクリスマス・レコード『Christmas Time Is Here Again』は、本作のタイトルをわずかに変更したものとなっている。これまでのビートルズのクリスマス・レコードと同じく、イギリスのファンには7インチ盤、アメリカのファンにはポストカードが配布された。なお、本作の完全版は公式には発表されていない。1976年4月23日に6分42秒のフル・バージョンのモノラル・ミックスが作成された。このミックスは元々EMIの幹部しか聴くことができなかったが、1983年に海賊盤で初めて流通した。エメリックは、1983年にビートルズの未発表曲やアウトテイクなどを集めた『Sessions』のために再び本作のリミックスを行なった。エメリックは本作のステレオ・ミックスを作成し、曲を1分8秒に短くしたうえで「オブ・ラ・ディ、オブ・ラ・ダ」とのメドレーとしてクロスフェードするように編集を施した。これは、1984年のクリスマス頃にアルバムからの先行シングル『リーヴ・マイ・キトゥン・アローン』のB面曲として発売される予定だった。最終的にいずれも発売されることはなかったが、1985年と1986年にそれぞれ2つのバージョンが海賊盤として流通し始めた。
アップル・レコードは、CDシングル『フリー・アズ・ア・バード』の4曲目に本作を収録し、1995年12月4日にイギリスで、12月12日にアメリカで発売した。ウォマックは、このリリースにあたりマーティンがリミックスを行なったとしているが 、ウィンは『Sessions』のために作られたステレオ・ミックスから、最初の2分19秒を編集した音源としている。ルイソンによるライナー・ノーツでは、プロデューサーとしてマーティン、「エンジニア / リミックス・エンジニア」としてエメリックの名がクレジットされている。同収録テイクは、1966年12月6日に録音された『Pantomime: Everywhere It's Christmas』に収録のメンバーの挨拶が流れた後、「オールド・ラング・サイン」を伴奏にしたレノンによるナンセンス詩「When Christmas Time Is Over」の朗読で終わる。
2017年12月15日にボックス・セット『クリスマス・レコード・ボックス』が発売され、フルサイズ版が初めて一般発売されることとなった。

## クレジット
※出典（特記を除く）
- ジョン・レノン - ダブルトラックのボーカル、ティンパニ[16]
- ポール・マッカートニー - ダブルトラックのボーカル、ピアノ
- ジョージ・ハリスン - ダブルトラックのボーカル、アコースティック・ギター
- リンゴ・スター - ダブルトラックのボーカル、ドラム
- ジョージ・マーティン - ダブルトラックのボーカル
- ビクター・スピネッティ（英語版） - ダブルトラックのボーカル

## カバー・バージョン
リンゴ・スターは、1999年に発売の企画アルバム『アイ・ウォナ・ビー・サンタ・クロース〜リンゴのクリスマス・アルバム』でセルフカバーした。この翌年にはR.E.M.がファンクラブ限定のクリスマス・シングルとしてカバー。
2002年にテリー・ドライパーがオムニバス盤『Takin' Care of Christmas』で、2007年にスミザリーンズがアルバム『Christmas with the Smithereens』、2013年にエレファント・ストーンがオムニバス盤『Psych-Out Christmas』でカバーした。